# Bình Ngô đại chiến
Bình ngô đại chiến (tựa tiếng Anh: The Pacification Of The Wu) là một bộ phim hoạt hình lịch sử Việt Nam theo phong cách diễn họa ra mắt năm 2020 nằm trong dự án Việt Sử Kiêu Hùng được sản xuất bởi Đuốc Mồi & Đạt Phi Media. Bộ phim lấy cảm hứng từ Trận Tốt Động – Chúc Động với nội dung tái hiện những trận đánh oai hùng của khởi nghĩa Lam Sơn. Tổng thế dự án được kéo dài hơn 3 năm, bộ phim ngốn 15 tháng thực hiện, 13 lần đổi kịch bản, hơn 1.200 shot hình.
Bộ phim đã chính thức được ra mắt khán giả Việt hôm 22 tháng 12 năm 2020 trên nền tảng YouTube.

## Nội dung
Sau khi nhà Hồ sụp đổ,quân Minh giương cao ngọn cờ "phù Trần,diệt Hồ"nhằm phủ dụ dân chúng,chỉ với 1 mục đích biến Đại Việt thành quận Giao Chỉ sáp nhập vào Đại Minh.Thế nhưng dù trăm phương ngàn kế,bức màn dối trá "phù Trần,diệt Hồ" không thể che mắt được người đời.Hậu nhân nhà Trần liên tiếp khởi nghĩa chống lại quân Minh.Từ năm 1407 đến năm 1414,lần lượt Giản Định Đế Trần Ngỗi rồi Trùng Quang Đế Trần Quý Khoáng,thay nhau đứng lên chống quân Minh.Hai đời vua Hậu Trần trải qua 7 năm,nhưng kết cục đều thất bại.Con dân Đại Việt bước vào thời kì đen tối bậc nhất trong lịch sử ngàn năm phong kiến.
"Nướng dân đen trên ngọn lửa hung tàn,vùi con đỏ xuống dưới hầm tai vạ."
Bằng chính sách Sắt và Máu,Tổng binh Trương Phụ tiến hành một chiến dịch tiêu diệt văn hóa quy mô chưa từng có. Đồng thời tắm máu các cuộc khởi nghĩa của dân ta."Tàn bạo" chính là đạo cai trị của Trương Phụ.Thế nhưng quyền lực của quân Minh không hề bền chặt.Hoàng đế Đại Minh chủ tâm chia 3 thế lực tại Giao Chỉ,Trương Phụ nắm binh quyền,Hoàng Phúc cai quản hành chính và bọn nội quan Mã Kỳ đi theo giám sát hai người kia.Hoàng Phúc giữ chức Hành Bộ Thượng thư,vốn không đồng tình với cách làm bạo ngược của Trương Phụ,ông thi hành chính sách đồng hóa "Dùng người Giao Chỉ trị người Giao Chỉ".Bắt ép dân ta phải theo phong tục người Hán,từng bước biến Giao Chỉ thành quận huyện của nhà Minh.Chính sách đồng hóa này của Hoàng Phúc được Trần Hiệp sau là Binh bộ Thượng thư kế thừa.Thế nhưng ,Trần Hiệp lại thi hành một cách quyết liệt mạnh tay hơn nhiều.Cứ như vậy,"tàn bạo" và "đồng hóa" như hai cặp gọng kìm kẹp chặt mảnh đất Giao Chỉ.Dù sau này Trương Phụ về nước,Lý Bân Lên thay hay Hoàng Phúc rời đi ,Trần Hiệp tiếp nối,tất cả đều không có gì thay đổi.Lại thêm bọn nội quan Mã Kỳ,Lý Lượng được Hoàng đế Đại Minh che trở,mặc sức vơ vét của cải,bóc lột người dân.Quân Minh kẻ đấm người xoa.gông cùm bóc lột đè nặng lên đầu người dân Giao Chỉ.Tưởng chừng như vận mệnh của dân ta là kiếp nô lệ đời đời.
'Lẽ nào trời đất dung tha,ai bảo thần dân chịu được."
Tháng Giêng năm 1418,ở vùng rừng núi Lam Sơn ,trấn Thanh Hóa.Vị hào trưởng Lê Lợi dựng cờ khởi nghĩa thề diệt giặc Minh,rất nhiều anh hùng đã hi sinh,rất nhiều máu đã phải đổ.Lúc khốn cùng,Nghĩa Quân phải 3 lần rút nên núi Chí Linh.Thậm chí có lúc Lê Lợi phải hòa hoãn với quân Minh,để chờ đợi thời cơ,từng bước lớn mạnh.Trải qua bao gian khổ binh thế của Lê Lợi ngày một tăng,nay vây thành,mai chiếm đất,Đến năm 1425.Nghĩa Quân Lam Sơn đã giải phóng toàn bộ lãnh thổ phía Nam,từ Thanh Hóa cho đến Tân Bình-Thuận Hóa,"Binh thế vững mạnh,sĩ khí ngất trời".Lê Lợi đã biết thời cơ Bắc tiến đã điểm,quyết một lần quét sạch giặc Minh.Mùa thu năm 1426,Nghĩa Quân Lam Sơn phát động cuộc tiến quân ra Bắc với quy mô lớn,chia thành ba cánh quân,cánh thứ nhất hành quân thần tốc bất kể ngày đêm mục đích chặn đứng nhóm quân Minh đến tiếp viện từ Lưỡng Quảng.Cánh thứ hai gồm rất nhiều tinh binh và khí giới đến sau hỗ trợ,do tướng Đinh Lễ và Nguyễn Xí chỉ huy.Cánh thứ ba gồm 3000 quân tiến ra bắc.mục đích nhằm cắt đứt đường tiếp viện của quân Minh từ Vân Nam.Nhưng chiến sự biến ảo khôn lường,chỉ huy cánh quân này là Lý Triện đã nhận ra thời cơ hiếm có ở thành Đông Quan,bèn bày mưu kế khiêu khích quân Minh ra khỏi thành,"Thế trận xuất kỳ,lấy yếu chống mạnh,dùng quân mai phục,lấy ít địch nhiều".Cánh quân của Lý Triện đánh cho quân Minh không còn manh giáp,buộc phải rút vào thành chờ viện binh đến.Lý Triện đã mở màn cho cuộc Bắc tiến vĩ đại của Nghĩa Quân Lam Sơn đẩy quân Minh vào thế co cụm, buộc phải tăng cường 5 vạn đại quân của Vương Thông sang giải nguy.
Và cũng trong lần tiến quân này,Lý Triện,Đinh Lễ và Nguyễn Xí đã cùng nhau lập lên một trận chiến vô tiền,khoáng hậu.Trận Tốt Động-Chúc Động,lấy 6 ngàn quân ít ỏi đối đầu 10 vạn tinh binh của quân Minh,một trận chiến rung trời chuyển đất,mở ra cơ hội quật khởi cho một dân tộc suốt 20 năm bị nô lệ cùng chà đạp.Trả lại cho non sông gấm vóc này một cái tên "Đại Việt".

## Lồng tiếng
Bộ phim có sự tham gia của NSƯT Thành Lộc, anh tham gia lồng tiếng cho 2 nhân vật Trần Hiệp và Lý Lượng. Cùng với đó, bộ phim cũng có sự tham gia của dàn diễn viên lồng tiếng trẻ của Đạt Phi Media.
| Nhân vật    | Diễn viên lồng tiếng |
| Nhân vật    | Tiếng Việt           |
| ----------- | -------------------- |
| Trần Hiệp   | Thành Lộc            |
| Lý Lượng    | Thành Lộc            |
| Lý Triện    | Khánh Hoàng          |
| Nguyễn Xí   | Đức Thịnh            |
| Đinh Lễ     | Tấn Phát             |
| Tiểu Nguyệt | Ngọc Huyền           |
| Vương Thông | Phước Hoàng          |
| Thái Phúc   | Hòa Bình             |

## Sản xuất
Bộ phim là một phần nằm trong loạt phim Việt Sử Kiêu Hùng. Dự án Việt Sử Kiêu Hùng, tái hiện những nhân vật lịch sử, những trận đánh, hay những sự kiện quan trọng trong lịch sử Việt Nam dưới dạng phim hoạt hình theo phong cách diễn họa.
Bộ phim ngốn 15 tháng thực hiện, 13 lần đổi kịch bản, hơn 1.200 shot hình. NSƯT Thành Lộc cũng tham gia lồng tiếng cho bộ phim.
Việt Sử Kiêu Hùng là dự án phi lợi nhuận nhằm truyền cảm hứng sử Việt cho người Việt, chỉ riêng tập phim Bình Ngô đại chiến đã kêu gọi được 1,3 tỉ đồng (toàn dự án là 2,4 tỉ đồng) với 1.600 người đóng góp.

## Âm nhạc
Album Soundtrack của bộ phim được phát hành bởi Epic Music VN vào ngày 23 tháng 12 năm 2020 trên nền tảng YouTube.
Danh sách này được trích từ YouTube. Tất cả bài hát nhạc nền được sản xuất bởi Brand X Music và Audiomachine. Bài hát chủ đề của bộ phim là Chiêu Hồn Ca và Bình Ngô Ca đều được sáng tác bởi Phan Thanh Nam.
| The Pacification Of The Wu (Full Album Soundtrack) | The Pacification Of The Wu (Full Album Soundtrack) | The Pacification Of The Wu (Full Album Soundtrack) |
| STT                                                | Nhan đề                                            | Thời lượng                                         |
| -------------------------------------------------- | -------------------------------------------------- | -------------------------------------------------- |
| 1.                                                 | "Live for the Kill"                                |                                                    |
| 2.                                                 | "You Win or You Die"                               |                                                    |
| 3.                                                 | "Earth Shaker"                                     |                                                    |
| 4.                                                 | "Remember The Fallen"                              |                                                    |
| 5.                                                 | "The Dark Knight"                                  |                                                    |
| 6.                                                 | "Kingbreaker"                                      |                                                    |
| 7.                                                 | "Last Call"                                        |                                                    |
| 8.                                                 | "Bazaar Haggle"                                    |                                                    |
| 9.                                                 | "Manticore"                                        |                                                    |
| 10.                                                | "Intruders at the Gate"                            |                                                    |
| 11.                                                | "Transcendental"                                   |                                                    |
| 12.                                                | "Dark Scanner"                                     |                                                    |
| 13.                                                | "Not From Here"                                    |                                                    |
| 14.                                                | "Terrestriality"                                   |                                                    |
| 15.                                                | "Isle of Fire"                                     |                                                    |
| 16.                                                | "Fire in the Rain"                                 |                                                    |
| 17.                                                | "Stealth Attack"                                   |                                                    |
| 18.                                                | "Red Fog"                                          |                                                    |
| 19.                                                | "Second Deviation"                                 |                                                    |
| 20.                                                | "CHIÊU HỒN CA"                                     |                                                    |
| 21.                                                | "We Still Believe"                                 |                                                    |
| 22.                                                | "Sacrifice"                                        |                                                    |
| 23.                                                | "The Fall of Sira"                                 |                                                    |
| 24.                                                | "Gates of Wrath"                                   |                                                    |
| 25.                                                | "Insurrection"                                     |                                                    |
| 26.                                                | "Drums Worlds Apart"                               |                                                    |
| 27.                                                | "The Seeker"                                       |                                                    |
| 28.                                                | "Forgive Us Our Trespasses"                        |                                                    |
| 29.                                                | "Anticipation"                                     |                                                    |
| 30.                                                | "Codes of Engagement"                              |                                                    |
| 31.                                                | "The Last Ember"                                   |                                                    |
| 32.                                                | "Warland's Fury"                                   |                                                    |
| 33.                                                | "Third Deviation"                                  |                                                    |
| 34.                                                | "Dusk of War"                                      |                                                    |
| 35.                                                | "Evalia"                                           |                                                    |
| 36.                                                | "BÌNH NGÔ CA"                                      |                                                    |
| 37.                                                | "Tangled Earth"                                    |                                                    |
| 38.                                                | "Ashes of Time"                                    |                                                    |

## Phát hành
Vào ngày 1 tháng 12 năm 2020, nhà sản xuất thông báo rằng bộ phim sẽ được công chiếu trên màn ảnh rộng lần đầu tiên tại rạp Cinestar Quốc Thanh, Q1, TP.HCM, sự kiện này chỉ dành cho khách mời. Đoạn phim quảng cáo giới thiệu bộ phim được phát hành vào 15 tháng 10 năm 2020. Vào ngày 22 tháng 12 năm 2020, bộ phim chính thức được phát hành trên tảng YouTube.